# Liste chronologique de grèves
 (mars 2022).
 (mars 2023).
Ce qui suit est une liste chronologique, non exhaustive, de différentes grèves locales et régionales ayant eu lieu dans le monde.

## Avant 1800
| Date           | Grève                                 | Emplacement          | Résultat |
| -------------- | ------------------------------------- | -------------------- | -------- |
| 1166 av. J.-C. | Grève des ouvriers de Deir-el-Medineh | Égypte antique       | Victoire |
| 1619           | Grève des artisans polonais (en)      | Jamestown (Virginie) | Victoire |
| 1766           | Grève des mineurs d'argent (en)       | Nouvelle-Espagne     | Défaite  |
| 1787           | Grève des tisserands de Calton (en)   | Écosse               | Défaite  |

## XIXesiècle

### 1800–1849
| Date            | Grève                        | Emplacement            | Résultat |
| --------------- | ---------------------------- | ---------------------- | -------- |
| 17-27 mai 1833  | Émeute des quatre sous       | Anzin, France          | Défaite  |
| 1834            | Grève de l'usines textile    | Lowell, États-Unis     | Défaite  |
| 1835            | Grève du textile (en)        | Paterson, États-Unis   | Défaite  |
| 1835            | Grève du chantier naval (en) | Washington, États-Unis | Défaite  |
| 1836            | Grève de l'usines textile    | Lowell, États-Unis     | Victoire |
| 12-13 août 1842 | Grève de Preston (en)        | Lancashire, Angleterre | Défaite  |

### 1850–1875
| Date                      | Grève                                         | Emplacement                        | Résultat           |
| ------------------------- | --------------------------------------------- | ---------------------------------- | ------------------ |
| 22 août 1853-1er mai 1854 | Grève de Preston                              | Lancashire, Angleterre             | Défaite            |
| 1er-13 juin 1857          | Grève des porteurs africains (en)             | Salvador (Bahia), Empire du Brésil | Victoire partielle |
| 1857-1858                 | Aberdare strike 1857–1858 (en)                | Galles du Sud, Angleterre          | Défaite            |
| 1859                      | Grève des constructeurs (en)                  | Londres, Angleterre                | Défaite            |
| 22 février-10 avril 1860  | Grève des cordonniers (en)                    | Nouvelle-Angleterre                | Victoire partielle |
| Juillet 1865              | Grève des mineurs (en)                        | Péninsule supérieure du Michigan   | Défaite            |
| juin 1867                 | 1867 Chinese Labor Strike (en)                | Sierra Nevada (États-Unis)         | Défaite            |
| 1870                      | Grève de North Adams (en)                     | North Adams, États-Unis            | Défaite            |
| mars 1872-juin 1872       | 1872 New York City eight hour day strike (en) | États-Unis                         | Défaite            |
| 1872                      | Gas Stokers' strike (en)                      | Angleterre                         |                    |
| 1872                      | Grève de la police métropolitaine (en)        | Londres, Angleterre                | Défaite            |
| 1873                      | Grève des mineurs de charbon (en)             | États-Unis                         | Défaite            |

### 1876–1899
| Date                        | Grève                                                     | Emplacement                       | Résultat |
| --------------------------- | --------------------------------------------------------- | --------------------------------- | -------- |
| 14 juillet-4 septembre 1877 | Grande grève des chemins de fer (en)                      | États-Unis                        | Défaite  |
| octobre 1877-4 février 1878 | Grève des cigariers (en)                                  | États-Unis                        | Défaite  |
| 3-14 juin 1878              | Grève ouvrière de juin 1878                               | Ville de Québec                   |          |
| 1879                        | Grève de Syros (en)                                       | Syros, Grèce                      | Victoire |
| 19 juillet-août 1881        | 1881 Atlanta washerwomen strike (en)                      | Atlanta                           | Victoire |
| 9 mars 1882                 | Camp Dump strike (en)                                     | Omaha (Nebraska), États-Unis      | Défaite  |
| 1882                        | 1881 Atlanta washerwomen strike (en)                      | Atlanta, États-Unis               |          |
| 1884                        | Grande grève des mineurs d'Anzin                          | France                            | Défaite  |
| 1886                        | Grève des usines McCormick                                | Chicago, États-Unis               |          |
| 1er mars-4 mai 1886         | Grande grève de 1886 des chemins de fer du sud-ouest (en) | États-Unis                        | Défaite  |
| 18-29 mars 1886             | Révolte sociale de 1886                                   | Wallonie                          | Défaite  |
| 1888                        | Grève des ouvrières des manufactures d’allumettes         | Londres, Angleterre               | Victoire |
| 27 février-décembre 1888    | Grève du chemin de fer de Burlington (en)                 | États-Unis                        | Défaite  |
| 1889                        | Kristiania match workers' strike of 1889 (en)             | Norvège                           |          |
| 1889                        | Grève des quais de Londres (en)                           | Londres, Angleterre               | Victoire |
| septembre 1890              | Southampton Dock Strike of 1890 (en)                      | Southampton, Angleterre           | Défaite  |
| juillet 1890                | Grève de la police métropolitaine (en)                    | Londres, Angleterre               |          |
| 15 août-novembre 1890       | 1890 Australian maritime dispute (en)                     | Australie                         | Défaite  |
| Septembre 1891              | Cotton pickers strike of 1891 (en)                        | Comté de Lee, États-Unis          | Défaite  |
| 1891                        | 1891 Australian shearers' strike (en)                     | Australie                         | Défaite  |
| 12-25 août 1892             | Buffalo switchmen's strike (en)                           | Buffalo, États-Unis               | Défaite  |
| 1892                        | Grève des mineurs de Broken Hill (en)                     | Australie                         | Défaite  |
| 1892                        | Grève de Homestead                                        | Homestead (Pennsylvanie)          | Défaite  |
| 1892-1895                   | Grèves de Carmaux                                         | Tarn, Occitanie                   |          |
| 1893                        | Grève des mineurs britanniques (en)                       | Royaume-Uni                       |          |
| 11 mai-20 juillet 1894      | Grève Pullman                                             | États-Unis                        | Défaite  |
| 1894                        | Grande grève des chemins de fer du Nord                   | États-Unis                        |          |
| 1894                        | Bituminous Coal Miners' Strike of 1894 (en)               | États-Unis                        | Défaite  |
| 7-21 avril 1896             | Grève des mineurs Lavrion (en)                            | Lávrio, Grèce                     |          |
| 1895                        | 1895 Yaroslavl Great Manufacture strike (en)              | Iaroslavl, Empire russe           | Défaite  |
| 1896-1897                   | Grève des mineurs de Leadville (en)                       | Leadville, États-Unis             | Défaite  |
| 1896-1897                   | Grève des dockers                                         | Hambourg, Empire allemand         | Défaite  |
| 1897                        | 1897 Lagos strike (en)                                    | Nigeria                           | Victoire |
| 1898                        | Grève des mineurs de Welsh (en)                           | Pays de Galles                    |          |
| 1899                        | 1899 Coeur d'Alene labor confrontation (en)               | Coeur d'Alene (Idaho), États-Unis |          |
| 11 juillet-2 août 1899      | Grève des vendeurs de journaux (en)                       | New York, États-Unis              |          |
| 11 juillet-2 août 1899      | Grève des étudiants russes (en)                           | Moscou, Russie                    |          |

## XXesiècle

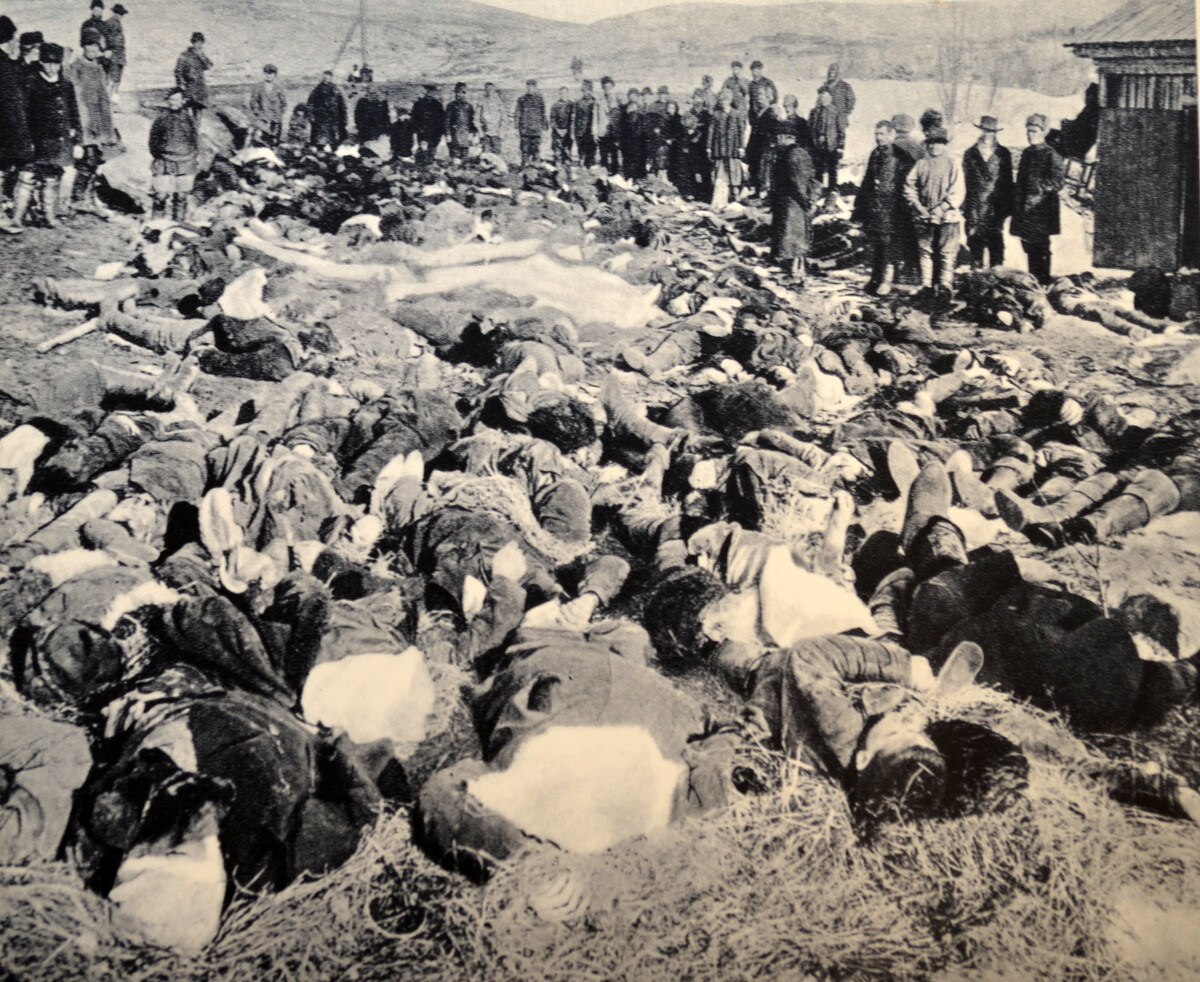
Cadavres des chercheurs d'or en grève, abattus lors du massacre de la Léna, en 1912.

### 1900-1949

#### Années 1900
| Date             | Grève                                             | Emplacement                                      | Résultat |
| ---------------- | ------------------------------------------------- | ------------------------------------------------ | -------- |
| 1900             | Grève du tramway de Saint-Louis (en)              | Saint-Louis, États-Unis                          | Défaite  |
| 1901             | U.S. Steel recognition strike of 1901 (en)        | Aire métropolitaine d'Allentown-Bethlehem-Easton | Défaite  |
| 1902             | Grève du charbon                                  | Pennsylvanie                                     | Victoire |
| 1903             | Grève d'Oxnard (en)                               | Oxnard                                           |          |
| 1903             | Grève du comté de Carbon (en)                     | Comté de Carbon (Utah)                           |          |
| 1903–1904        | Guerres du travail du Colorado (en)               | Colorado                                         |          |
| 1905             | Grèves de Limoges                                 | Limoges                                          | Défaite  |
| 1906             | Cananea strike (en)                               | État de Sonora                                   |          |
| 1907             | Grève du music-hall (en)                          | Londres                                          |          |
| 1907             | Boston garment worker strike                      | Boston                                           |          |
| 1907             | Grève des quais de Belfast (en)                   | Belfast                                          |          |
| 7-8 janvier 1907 | Grève de Rio Blanco (en)                          | Orizaba                                          | Défaite  |
| 1907             | Grève du tramway de San Francisco (en)            | San Francisco                                    | Défaite  |
| 1908             | Grève de Draveil-Villeneuve-Saint-Georges         | Draveil et Villeneuve-Saint-Georges              |          |
| 1908             | Grève des opérateurs de tramway de Pensacola (en) | Pensacola (Floride)                              | Défaite  |
| 1909             | Grève des chemins de fer de Géorgie (en)          | Géorgie                                          | Victoire |
| 1909             | Pressed Steel Car strike of 1909 (en)             | McKees Rocks, Pennsylvanie                       | Victoire |
| 1909             | Soulèvement des 20 000                            | Manhattan, New York                              | Victoire |

#### Années 1910
| Date      | Grève                                                                                   | Emplacement                          | Résultat  |
| --------- | --------------------------------------------------------------------------------------- | ------------------------------------ | --------- |
| 1910–1911 | Grève du charbon du comté de Westmoreland (en)                                          | Comté de Westmoreland (Pennsylvanie) | Défaite   |
| 1910–1911 | Grève des fabricants de cigares de Tampa de 1910-11                                     | Tampa, Floride                       |           |
| 1910      | Grève des horlogers                                                                     | New York                             |           |
| 1910–1911 | Grève des ouvriers du vêtement (en)                                                     | Chicago                              | Victoire  |
| 1911      | Grève générale des transports (en)                                                      | Liverpool, Merseyside                |           |
| 1911      | Grève des commerçants de l'Illinois Central (en)                                        | Illinois, Mississippi et Texas       | Défaite   |
| 1911      | Grève des ouvriers du meuble de Grand Rapids (en)                                       | Grand Rapids (Michigan)              | Défaite   |
| 1912      | Grève du textile à Lawrence, également connue sous le nom de grève du pain et des roses | Lawrence (Massachusetts)             | Victoire  |
| 1912      | Waihi miners' strike (en)                                                               | Waihi Nouvelle-Zélande               |           |
| 1912      | Louisiana-Texas Lumber War of 1911-1912 (en)                                            | Eastern Louisiana                    |           |
| 1912      | Paint Creek–Cabin Creek strike of 1912 (en)                                             | Kanawha County, West Virginia        |           |
| 1913      | Dublin strike and lockout (en)                                                          | Dublin                               |           |
| 1913      | Paterson silk strike (en)                                                               | Paterson (New Jersey)                |           |
| 1913      | 1913 Sligo Dock strike (en)                                                             | Sligo Irlande                        |           |
| 1913      | Leith dockers' strike of 1913 (en)                                                      | Leith, Édimbourg, Écosse             |           |
| 1913      | 1913 Great Strike (en)                                                                  | Nouvelle-Zélande                     |           |
| 1913      | Indianapolis streetcar strike of 1913 (en)                                              | Indianapolis (Indiana)               |           |
| 1913–14   | Copper Country strike of 1913–14 (en)                                                   | Upper Michigan                       |           |
| 1914      | Massacre de Ludlow                                                                      | Ludlow (Colorado)                    |           |
| 1914–1939 | Bursdonteachers'strike (en)                                                             | Burston, Norfolk                     |           |
| 1914–1915 | 1914–1915 Fulton Bag and Cotton Mills strike (en)                                       | Atlanta                              | Défaite   |
| 1915–16   | Grèves de la raffinerie de Bayonne (en)                                                 | Bayonne (New Jersey)                 |           |
| 1916      | Grève du tramway d'Atlanta (en)                                                         | Atlanta                              | Victoire  |
| 1917–1919 | 1917–1919 Brazil strike movement (en)                                                   | Brésil                               |           |
| 1918–1919 | Grèves de la police britannique (en)                                                    | Royaume-Uni                          |           |
| 1919      | Bataille de Square George (en)                                                          | Glasgow                              | Défaite   |
| 1919      | Grève de la Canadenca                                                                   | Catalogne                            | Victoire  |
| 1919      | Grève des fabricants de cigares de Boston (en)                                          | Boston                               | Compromis |
| 1919      | 1919 Actors' Equity Association strike (en)                                             | États-Unis                           | Victoire  |
| 1919      | Grève du tramway de Los Angeles (en)                                                    | Los Angeles, Californie              |           |
| 1919      | Grève de la police de Boston (en)                                                       | Boston, Massachusetts                |           |
| 1919      | Grève de l'acier de 1919 (en)                                                           | Homestead (Pennsylvanie)             |           |
| 1919      | United Mine Workers coal strike of 1919 (en)                                            | États-Unis                           | Victoire  |
| juin 1919 | Grèves de juin 1919                                                                     | Région parisienne                    | Défaite   |

#### Années 1920
| Date                       | Grève                                          | Emplacement                           | Résultat |
| -------------------------- | ---------------------------------------------- | ------------------------------------- | -------- |
| 1920                       | Bataille de Matewan                            | Virginie-Occidentale                  |          |
| 1920                       | Grève du charbon en Alabama (en)               | Alabama                               | Défaite  |
| 1920                       | Grèves des chemins de fer                      | France                                |          |
| 1920                       | Grève du tramway de Denver (en)                | Denver (Colorado)                     |          |
| 1920                       | Grève du sucre d'Oahu (en)                     | Territoire d'Hawaï                    |          |
| 1921                       | Révolte de Kronstadt                           | Kronstadt                             | Défaite  |
| mars 1921                  | Grève métallurgique                            | Luxembourg                            |          |
| 25 août – 2 septembre 1921 | Bataille de Blair Mountain                     | Comté de Logan (Virginie-Occidentale) | Défaite  |
| 1922                       | Railroad Shopmen's Strike (en)                 | États-Unis                            | Défaite  |
| 1922                       | Grande grève des chemins de fer (en)           | États-Unis                            |          |
| 1923                       | 1923 San Pedro maritime strike (en)            | San Pedro, Californie                 |          |
| 1923                       | Grève de la police victorienne (en)            | Melbourne                             |          |
| 1924                       | Massacre de Hanapepe (en)                      | Kauai (Hawaï)                         |          |
| 1927                       | Grève de l'industrie de la chaussure           | Québec                                | Défaite  |
| 1926                       | 1926 Passaic textile strike (en)               | Passaic (New Jersey)                  |          |
| 1927                       | 1927 Indiana bituminous strike (en)            | États-Unis                            |          |
| 1927                       | Massacre de la mine Columbine (en)             | Serene (Colorado)                     | Défaite  |
| 1928                       | Grève du textile à New Bedford (en)            | New Bedford (Massachusetts)           |          |
| 6 décembre 1928            | Massacre des bananeraies                       | Colombie                              |          |
| 1929                       | Grève des ouvriers forestiers australiens (en) | Australie                             |          |
| 1929                       | Grève de Lupeni de 1929 (en)                   | Lupeni, Harghita                      |          |
| 1929                       | Grève des tramways de la Nouvelle-Orléans (en) | New Orleans, Louisiana                |          |
| 1929                       | Rothbury Riot (en)                             | North Rothbury, New South Wales       |          |
| 1929                       | Loray Mill strike (en)                         | Gastonia, North Carolina              | Défaite  |
| 1929                       | Grève de Rabaul                                | Papouasie-Nouvelle-Guinée             | Défaite  |

#### Années 1930
| Date              | Grève                                                     | Emplacement                                             | Résultat |
| ----------------- | --------------------------------------------------------- | ------------------------------------------------------- | -------- |
| 1930              | Imperial Valley lettuce strike of 1930 (en)               | Vallée impériale (Californie)                           | Défaite  |
| 1930              | Phu Rieng Do (en)                                         | Biên Hòa Province (en), Indochine française             |          |
| 1931              | Grève des fabricants de cigares de Tampa (en)             | Tampa (Floride)                                         |          |
| 1931              | Grève à la conserverie de Santa Clara (en)                | Santa Clara (Californie)                                |          |
| 1932              | Grève des pilotes de Century Airlines (en)                | Chicago                                                 |          |
| 1933              | Grèves agricoles californiennes de 1933 (en)              | Californie                                              |          |
| 1933              | Grève des bûcherons                                       | Rouyn, Québec                                           | Défaite  |
| 12-22 juin 1934   | Grève des bûcherons                                       | Noranda, Québec                                         | Défaite  |
| 1934              | Auto-Lite strike (en)                                     | Toledo (Ohio)                                           |          |
| 1934              | Grève générale de Minneapolis de 1934 (en)                | Minneapolis, Minnesota                                  |          |
| 1934              | Grève du front de mer de la côte ouest (en)               | Côte ouest des États-Unis                               |          |
| 1934              | Grève des ouvriers du textile (1934) (en)                 | Nouvelle-Angleterre, Mid-Atlantic et Sud des États-Unis | Défaite  |
| 5-19 octobre 1934 | Grèves insurrectionnelles                                 | Asturies, Espagne                                       | Défaite  |
| 1934–1935         | 1934–35 Milwaukee sales clerks' strike                    | Milwaukee                                               |          |
| 1935              | Bataille de Ballantyne Pier (en)                          | Vancouver, Canada                                       | Défaite  |
| 1935              | Copperbelt strike (1935) (en)                             | Province de Copperbelt, Zambie                          |          |
| 1935              | Pacific Northwest lumber strike                           | Nord-Ouest Pacifique                                    |          |
| 1935              | 1935 Gulf Coast longshoremen's strike (en)                | Côte du Golfe                                           |          |
| mai-juin 1936     | Grèves de mai-juin 1936 en Alsace                         | France                                                  |          |
| 1936              | Grève sur le tas de Flint                                 | Flint (Michigan)                                        |          |
| 1936              | Grève des travailleurs maritimes de la côte du Golfe (en) | U.S. Gulf Coast                                         |          |
| 1er-4 mars 1936   | Grève du S.S. California (en)                             | San Pedro (Californie)                                  |          |
| 1936–1937         | Remington Rand strike of 1936–1937 (en)                   | New York                                                |          |
| 1937              | Little Steel strike (en)                                  | États-Unis                                              | Victoire |
| 1937              | 1937 Lewiston–Auburn shoe strike (en)                     | Lewiston (Maine) et Auburn (Maine)                      |          |
| 1937              | Grève des midinettes                                      | Québec                                                  | Victoire |
| 1938              | 1938 San Antonio pecan shellers strike (en)               | San Antonio                                             |          |
| 1938              | Hilo massacre (en)                                        | Hilo, Territoire d'Hawaï                                | Défaite  |
| 1939              | Tool and die strike of 1939 (en)                          | Detroit, Michigan                                       | Victoire |

#### Années 1940
| Date                   | Grève                                        | Emplacement                                 | Résultat |
| ---------------------- | -------------------------------------------- | ------------------------------------------- | -------- |
| 10-18 mai 1941         | Grève des 100 000                            | Belgique                                    | Victoire |
| 27 mai-29 juillet 1941 | Grève patriotique des 100 000 mineurs        | Bassin minier du Nord-Pas-de-Calais, France |          |
| 29 mai-10 juin 1941    | Grève des studios Disney                     | Burbank (Californie)                        |          |
| 8-9 septembre 1941     | Grève du lait                                | Oslo, Norvège                               | Défaite  |
| 1942                   | 1942 Betteshanger miners' strike (en)        | Betteshanger, Kent                          |          |
| 1942–1943              | Grève des musiciens (en)                     | États-Unis                                  |          |
| 1943                   | Grève chez Rolls-Royce (en)                  | Hillington, Écosse                          |          |
| 1er - 6 août 1944      | Grève des transports en commun (en)          | Philadelphie (Pennsylvanie)                 |          |
| 5 octobre 1945         | Vendredi noir hollywoodien (en)              | Hollywood                                   |          |
| 1945–1946              | Vague de grève de 1946 (en)                  | États-Unis                                  |          |
| 1946                   | African Mine Workers' Strike (en)            | Afrique du Sud                              |          |
| 1946                   | Grève de 1946 à la Montréal Cottons Company  | Salaberry-de-Valleyfield, Canada            |          |
| 1946                   | Grève de Pilbara                             | Pilbara, Australie-Occidentale              |          |
| 1946                   | The Great Hawaiian Sugar Strike of 1946 (en) | Territoire de Hawaï                         |          |
| 1947                   | Biratnagar Jute Mill Strike (en)             | Biratnagar, royaume du Népal                |          |
| 1947                   | 1947 Telephone strike (en)                   | États-Unis                                  |          |
| 1948                   | Grève des mineurs                            | France                                      | Défaite  |
| 1948                   | 1948 Queensland Railway strike (en)          | Queensland, Australie                       |          |
| 1948                   | 1948 United States Meatpacking strike        | États-Unis                                  |          |
| 1948                   | Goodyear strike                              | Akron (Ohio)                                |          |
| 1948                   | 1948 Caterpillar strike                      | Peoria (Illinois)                           |          |
| 1948                   | Grève de Boeing de 1948 (en)                 | Seattle                                     |          |
| 1948                   | 1948 Miami Garment workers strike            | Miami, Floride                              |          |
| 1949                   | Grève de l'amiante                           | Asbestos, Québec                            | Victoire |
| 1949                   | 1949 Calvary Cemetery strike (en)            | New York                                    | Victoire |
| 1949                   | 1949 New York City taxicab strike (en)       | New York                                    | Défaite  |
| 1949                   | 1949 New York City brewery strike (en)       | New York                                    |          |
| 1949                   | Grève du charbon australien de 1949 (en)     | Australie                                   | Défaite  |
| 1949                   | 1949 Kemi strike (en)                        | Kemi, Finlande                              |          |
| 1949                   | Grève des pêcheurs de Puget Sound (en)       | Puget Sound, Washington                     |          |
| 1949-1950              | Grève des dockers                            | France                                      | Défaite  |

### 1950-1999
Années 1950
| Date      | Grève                                        | Emplacement                                      | Résultat |
| --------- | -------------------------------------------- | ------------------------------------------------ | -------- |
| 1950      | Atlanta transit strike of 1950 (en)          | Atlanta                                          |          |
| 1951      | New Zealand waterfront strike (en)           | Nouvelle-Zélande                                 |          |
| 1951      | Barcelona tram strike (en)                   | Barcelone, Catalogne                             |          |
| 1951      | 1951 Aliquippa steelworkers strike           | Aliquippa (Pennsylvanie)                         |          |
| 1951      | 1951 Caterpillar strike                      | East Peoria (Illinois)                           |          |
| 1952      | 1952 steel strike (en)                       | États-Unis                                       | Victoire |
| 1952      | Grève chez Dupuis Frères                     | Montréal, Québec                                 | Victoire |
| 1952      | Grève de Louiseville                         | Louiseville, Quebec                              | Défaite  |
| 1953      | 1953 Milwaukee brewery strike (en)           | Milwaukee                                        | Victoire |
| 1953      | Hartal 1953 (en)                             | Sri Lanka                                        |          |
| 1955      | Hock Lee bus riots (en)                      | Singapour                                        |          |
| 1956      | Grève générale étudiante lancée par l'UGEMA, | Algérie, France métropolitaine, Tunisie et Maroc |          |
| 1956      | Soulèvement de Poznań                        | République populaire de Pologne                  | Défaite  |
| 1957      | Grève de Murdochville                        | Murdochville, Québec                             | Défaite  |
| 1957      | 1957 Long Island strike                      | Long Island, New York                            |          |
| 1957      | 1957 Western Electric strike                 | États-Unis                                       |          |
| 1958–1959 | 1958–59 Mexican railroad strike              | Mexico                                           |          |
| 1959      | Steel strike of 1959 (en)                    | États-Unis                                       | Défaite  |

#### Années 1960
| Date         | Grève                                                        | Emplacement                                    | Résultat |
| ------------ | ------------------------------------------------------------ | ---------------------------------------------- | -------- |
| 1960         | 1960 Writers Guild of America strike (en)                    | Hollywood                                      |          |
| octobre 1962 | Grève à la RTF                                               | France                                         | Défaite  |
| 1962         | 1962 New York City newspaper strike (en)                     | New York                                       |          |
| 1962         | Massacre de Novotcherkassk                                   | Novocherkassk, URSS                            | Défaite  |
| 1962-1963    | Grèves de 1962-1963 en Espagne                               | Espagne                                        | Défaite  |
| 1963         | Reesor Siding Strike of 1963 (en)                            | Reesor, Ontario, Canada                        | Défaite  |
| 1964         | 1964 Mount Isa Mines Strike (en)                             | Mount Isa, Queensland, Australie               | Défaite  |
| 1965–70      | Delano grape strike (en)                                     | Delano (Californie)                            | Défaite  |
| 1966         | Grève des transports en commun                               | New York                                       | Victoire |
| 1966         | Gurindji strike (en)                                         | Kalkarindji, Northern Territory, Australie     |          |
| 1966         | Texas farm workers' strike (en)                              | Texas                                          |          |
| 1966–67      | St. John's University strike of 1966–67 (en)                 | New York                                       |          |
| 1967         | 1967 United States truckers strike                           | États-Unis                                     |          |
| 1967         | 1967 United States Railroad strike                           | États-Unis                                     |          |
| 1967         | September 1967 General Motors strike                         | Dayton, Ohio                                   |          |
| 1967         | 1967 Caterpillar strike                                      | Colorado, Illinois, Iowa, Ohio et Pennsylvanie |          |
| 1967         | November 1967 General Motors strike                          | Pontiac, Michigan                              |          |
| 1968         | Grève à Dagenham                                             | Essex, Royaume-Uni                             | Victoire |
| 1968         | Memphis sanitation strike (en)                               | Memphis, Tennessee                             | Victoire |
| 1968         | Chrysler wildcat strike                                      | Detroit, Michigan                              |          |
| 1968         | New York City Teacher's Strike of 1968 (en)                  | New York                                       |          |
| 1968         | Florida statewide teachers' strike of 1968 (en)              | Floride                                        |          |
| 1968         | 1968 NFL strike/lockout (en)                                 | Floride                                        |          |
| 1969         | Unofficial strike by mineworkers over pay of surface workers | Royaume-Uni                                    |          |
| 1969-1973    | Grèves de l'industrie automobile                             | France                                         |          |

#### Années 1970
| Date              | Grève                                                                  | Emplacement                                             | Résultat |
| ----------------- | ---------------------------------------------------------------------- | ------------------------------------------------------- | -------- |
| 18-25 mars 1970   | U.S. Postal Service strike of 1970                                     | États-Unis                                              |          |
| 1970-1971         | Colour Strike                                                          | Royaume-Uni                                             |          |
| 1970-1971         | Salad Bowl strike                                                      | États-Unis                                              |          |
| janvier 1971      | 1971 NYPD Work Stoppage                                                | New York                                                |          |
| 1971              | Longshore Strike (1971, U.S.)                                          | Côte ouest des États-Unis Hawaï et Colombie-Britannique |          |
| 1971              | 1971 United Kingdom postal workers strike                              | Royaume-Uni                                             |          |
| 1er-13 avril 1972 | Grève des Ligues majeures de baseball                                  | États-Unis                                              |          |
| 1972              | UK building workers' strike (1972)                                     | Shrewsbury, Shropshire                                  |          |
| 1972              | Grève des mineurs britanniques                                         | Royaume-Uni                                             | Victoire |
| 1973              | 1973 Philadelphia teachers strike                                      | Philadelphie                                            |          |
| 1973              | 1973 Durban strikes                                                    | Natal, South Africa                                     |          |
| 1973              | 1973 Chicago teachers strike                                           | Chicago                                                 |          |
| 1973              | 1973 Cleveland teachers strike                                         | Cleveland                                               |          |
| 1973              | 1973 Pennsylvania Central Transportation strike                        | Nord-Est des États-Unis                                 |          |
| 1973              | 1973 Detroit teachers strike                                           | Detroit                                                 |          |
| 1973              | 1973 Chrysler strike                                                   | États-Unis                                              |          |
| 1973              | 1973 Caterpillar strike                                                | États-Unis                                              |          |
| 1973-1974         | Grève autogestionnaire à l'usine de montres Lip                        | Besançon (France)                                       |          |
| 1974              | 1974 railway strike in India by 17 million workers of Indian Railways, | Inde                                                    | Défaite  |
| 19748 to 27 May   | 1974 Elliot Lake miners strike                                         | Elliot Lake                                             | Victoire |
| 1974              | Bituminous Coal Strike of 1974                                         | États-Unis                                              | Victoire |
| 197415–28 May     | Ulster Workers' Council Strike                                         | Irlande du Nord                                         | Victoire |
| 1974              | Grève des mineurs britanniques                                         | Royaume-Uni                                             |          |
| 1974              | Grève de la NFL                                                        | États-Unis                                              | Défaite  |
| 1977              | 1977 Atlanta sanitation strike                                         | Atlanta                                                 | Défaite  |
| 1977–78           | Bituminous Coal Strike of 1977–1978                                    | États-Unis                                              | Victoire |
| 1977–78           | Grève et boycott de Coors                                              | Golden, Colorado                                        |          |
| 1978              | 1978 New York City newspaper strike                                    | New York                                                |          |
| 1978              | Sudbury Strike of 1978                                                 | Sudbury, Ontario                                        | Victoire |
| 1978–79           | Hiver du Mécontentement                                                | Royaume-Uni                                             |          |
| avril 1979        | 1979 Boston University strike                                          | Boston                                                  | Victoire |

#### Années 1980
| Date                | Grève                                             | Emplacement                    |
| ------------------- | ------------------------------------------------- | ------------------------------ |
| 1980                | Grève des nettoyeurs du métro                     | Paris                          |
| 1980                | 1980 Lublin strikes (en)                          | Lublin, Pologne                |
| 1980                | Grève des transports en commun                    | New York                       |
| 1980                | 1980 Lublin strikes (en)                          | Lublin, Pologne                |
| 1980                | Gdańsk Shipyard Strike                            | Gdańsk, Pologne                |
| 1980                | Upper Silesia 1980 strikes (en)                   | Jastrzębie-Zdrój, Pologne      |
| 1980                | 1980 actors strike (en)                           | Hollywood)                     |
| 1981                | 1981 Schlitz strike (en)                          | Milwaukee                      |
| 1981                | Grève des contrôleurs aérien                      | États-Unis                     |
| 1981                | Bydgoszcz events (en)                             | Bydgoszcz, Pologne             |
| 1981                | 1981 Writers Guild of America strike (en)         | Hollywood                      |
| 1981                | Grève des Ligues majeures de baseball             | États-Unis                     |
| 14-28 décembre 1981 | 1981 strike at the Piast Coal Mine in Bieruń (en) | Bieruń, Pologne                |
| 23-24 décembre 1981 | 1981 Milwaukee Police strike (en)                 | Milwaukee                      |
| 1982                | Great Bombay textile strike (en)                  | Bombay, Inde                   |
| 1982                | Grève de la NFL                                   | États-Unis                     |
| 1982                | 1982 garment workers' strike (en)                 | New York                       |
| 1982                | Grève des travailleuses de Bekaert-Cockerill      | Belgique                       |
| 1982-1984           | Grèves de l'industrie automobile                  | France                         |
| 1983                | Arizona Copper Mine Strike of 1983 (en)           | Greenlee County, Arizona       |
| 1983                | 1983 Greyhound Bus Lines strike in Seattle (en)   | Seattle, États-Unis            |
| 1984–85             | Grève des mineurs                                 | Royaume-Uni                    |
| 1985–86             | 1985–86 Hormel strike (en)                        | Austin, Minnesota              |
| 1985                | 1985 Major League Baseball strike (en)            | États-Unis et Canada           |
| 1986                | Grève de Pan Am Railways                          | North Billerica, Massachusetts |
| 1986-1987           | Grève des cheminots                               | France                         |
| 1987                | International Paper strike (en)                   | Corinth, New York              |
| 1987                | 1987 NFL strike (en)                              | États-Unis                     |
| 1987                | Metro Toronto Elementary Teacher's Strike (en)    | Toronto, Canada                |
| 1988                | 1988 Writers Guild of America strike (en)         | Hollywood                      |
| 1988                | 1988 Polish strikes (en)                          | Pologne                        |
| 1988                | 1988 United Kingdom postal workers strike (en)    | Royaume-Uni                    |
| 1988                | Grève des infirmières                             | France                         |
| 1989                | 1989 Australian pilots' strike                    | Australie                      |
| 1989–90             | Pittston Coal strike (en)                         | Pittston, Pennsylvania         |
| 1989–90             | 1989–90 British ambulance strike (en)             | Royaume-Uni                    |

#### Années 1990
| Date                              | Grève                                         | Emplacement                              |
| --------------------------------- | --------------------------------------------- | ---------------------------------------- |
| 1990                              | 1990 Major League Baseball lockout (en)       | États-Unis                               |
| 1991                              | Frontier Hotel Culinary Workes (en)           | Las Vegas                                |
| 1992                              | 1992 United States railroad strike (en)       | États-Unis                               |
| 1992                              | 1992 NHL strike (en)                          | États-Unis et Canada                     |
| 1992                              | Southern California drywall strike (en)       | Californie du Sud                        |
| 1993                              | Timex strike (en)                             | Dundee, Écosse                           |
| 1994–95                           | 1994-95 Major League Baseball strike (en)     | États-Unis et Canada                     |
| 1994–95                           | 1994–95 NHL lockout (en)                      | États-Unis et Canada                     |
| 1994                              | San Francisco newspaper strike of 1994 (en)   | San Francisco (Californie)               |
| 13 juillet 1995 – 14 février 1997 | Detroit Newspaper Strike (en)                 | Détroit (Michigan)                       |
| 1995                              | Grèves de 1995 en France                      | France                                   |
| 1995                              | Grève des Ligues majeures de baseball en 1994 | États-Unis et Canada                     |
| 1995–98                           | Liverpool dockers' strike (1995–98) (en)      | Liverpool, Merseyside                    |
| 1996                              | 1996 NBA lockout (en)                         | États-Unis et Canada                     |
| 1996–97                           | 1996–1997 strikes in South Korea (en)         | Corée du Sud                             |
| 1997                              | United Parcel Service strike of 1997 (en)     | États-Unis                               |
| 1998                              | 1998 Australian waterfront dispute (en)       | Melbourne, Brisbane, Fremantle et Sydney |
| 1998–99                           | 1998–99 NBA lockout (en)                      | États-Unis et Canada                     |
| 1999                              | 1999 UNAM strike (en)                         | Mexico                                   |

## XXIesiècle

### 2000–2005
| Date                          | Grève                               | Emplacement                   | Résultat |
| ----------------------------- | ----------------------------------- | ----------------------------- | -------- |
| 5-23 août 2000                | Verizon strike of 2000 (en)         | État de New York              | Victoire |
| 1er mai-30 octobre 2000       | 2000 commercial actors strike (en)  | Hollywood, États-Unis         | Défaite  |
| 13 novembre 2002-12 juin 2003 | Grève des pompiers (en)             | Royaume-Uni                   | Défaite  |
| 2003                          | Nursery nurses strike (en)          | Écosse                        |          |
| 7-11 mars 2003                | 2003 Broadway musicians strike (en) | New York, États-Unis          | Victoire |
| 2003                          | Congress Plaza Hotel.               | Chicago, États-Unis           |          |
| 2003–04                       | Grève des supermarchés (en)         | Californie du Sud, États-Unis | Victoire |
| 20-23 décembre 2005           | Grève des transports en commun      | New York, États-Unis          | Défaite  |
| 21 février-14 avril 2005.     | Grève étudiante québécoise de 2005  | Québec, Canada                |          |

### 2006
| Date                     | Grève                                                    | Emplacement                            | Résultat             |
| ------------------------ | -------------------------------------------------------- | -------------------------------------- | -------------------- |
| 28 février-3 mai         | University of Miami Justice for Janitors campaign (en)   | Miami, États-Unis                      |                      |
| 1er mars-20 juillet 2018 | South Korean KTX Train Attendant Union Strike (en)       | Corée du Sud                           | Victoire             |
| 1er-4 mars               | Grève des chemins de fer (en)                            | Corée du Sud                           | Défaite              |
| mars-juin                | Grèves des arbitres de la Ligue mineure de baseball (en) | États-Unis                             | Concessions mineures |
| 20 mai-6 juin            | 2006 Dhaka strikes (en)                                  | Dhaka, Bangladesh                      | Défaite              |
| 29 mai                   | 2006 Toronto Transit Commission wildcat strike (en)      | Toronto, Canada                        | Défaite              |
|                          | 2006 Progressive Enterprises dispute (en)                | Auckland-Palmerston North-Christchurch | Victoire             |

### 2007
| Date                        | Grève                                   | Emplacement            | Résultat      |
| --------------------------- | --------------------------------------- | ---------------------- | ------------- |
| 10 juin-13 novembre         | E-Land strike (en)                      | Corée du Sud           |               |
| 8-14 septembre              | Grève des travailleurs du thé (en)      | Kenya                  | Demi victoire |
| 10 septembre-28 novembre    | 2007 Broadway stagehand strike (en)     | New York, États-Unis   |               |
| 23-25 septembre             | Grève de General Motors (en)            | Détroit, États-Unis    | Victoire      |
| novembre                    | Grève de novembre (en)                  | France                 |               |
| 5 novembre-3 février 2008   | Grève de la Writers Guild of America    | Hollywood, États-Unis  | Victoire      |
| 14-17 novembre              | Grève des chemins de fer nationaux (en) | Allemagne              | Victoire      |
| 19 novembre-janvier 2008    | 2007–08 CBS News writers strike (en)    | New York, États-Unis   |               |
| 4 décembre                  | Grève des mineurs                       | Afrique du Sud         | Défaite       |
| 10 décembre-18 février 2008 | 2007–2008 Cork players strike (en)      | Comté de Cork, Irlande |               |
| 13 décembre-novembre 2008   | Berlitz Japan 2007–2008 Strike (en)     | Tokyo, Japon           | Victoire      |
|                             | Grève des fonctionnaires (en)           | Afrique du Sud         |               |

### 2008
| Date                       | Grève                                                      | Emplacement         | Résultat |
| -------------------------- | ---------------------------------------------------------- | ------------------- | -------- |
| 7 mars-5 avril             | Bellinzona railway workers' strike of 2008 (en)            | Bellinzone, Suisse  |          |
| 24 avril                   | Grève des enseignants (en)                                 | Royaume-Uni         | Défaite  |
| 26 avril                   | Grève de la Commission de transport (en)                   | Toronto, Canada     | Défaite  |
| 10-29 mai                  | 2008 Skorpion Zinc strike (en)                             | Namibie             | Victoire |
| 21 mai-juin                | Grève des pêcheurs                                         | France              | Défaite  |
| 9 juin-?                   | Grève des transports                                       | Espagne             |          |
| 7 septembre-1er novembre   | Grève des machinistes de Boeing                            | Seattle, États-Unis | Victoire |
| 4 novembre-29 janvier 2009 | 2008–2009 York University strike (en)                      | Toronto, Canada     |          |
| 4 décembre                 | Grève des métallurgistes d'Istanbul (en)                   | Istanbul, Turquie   | Défaite  |
|                            | Grèves des travailleurs étrangers en situation irrégulière | France              | Défaite  |

### 2009
| Date                    | Grève                                                       | Emplacement                         | Résultat |
| ----------------------- | ----------------------------------------------------------- | ----------------------------------- | -------- |
| 28 janvier-29 juin      | 2009 Lindsey Oil Refinery strikes (en)                      | Angleterre                          | Victoire |
| 15 avril-24 juillet     | 2009 City of Windsor inside and outside workers strike (en) | Windsor (Ontario), Canada           |          |
| 1er-7 mai               | 2009 Kenya sex strike kényanes (en)                         | Kenya                               |          |
| 22 juin-27 juillet      | 2009 City of Toronto inside and outside workers strike (en) | Toronto, Canada                     | Victoire |
| 13-8 juillet            | 2009–2010 Vale Inco strike (en)                             | Port Colborne-Grand Sudbury, Canada |          |
| 7 septembre-25 novembre | 2009 Leeds refuse workers strike (en)                       | Leeds, Angleterre                   |          |
|                         | 2008–2009 Cork senior hurling team strike (en)              | Comté de Cork, Irlande              |          |

### 2010
| Date                         | Grève                                         | Emplacement              | Résultat |
| ---------------------------- | --------------------------------------------- | ------------------------ | -------- |
| 23 mars-23 novembre          | Grève contre la réforme des retraites         | France                   | Défaite  |
| mai-juin                     | Grève à l'Université (en)                     | Porto Rico               |          |
| 3-4 décembre                 | Grève des contrôleurs aériens (en)            | Espagne                  | Défaite  |
| 9-15 décembre                | Grève des prisonniers (en)                    | Géorgie (États-Unis)     | Défaite  |
| 28 décembre-10 novembre 2011 | 2010–2011 Hanjin Heavy Industries strike (en) | Corée du Sud-Philippines | Victoire |
|                              | Grève des arbitres de football (en)           | Écosse                   | Défaite  |

### 2011
| Date                 | Grève                                                                       | Emplacement     | Résultat |
| -------------------- | --------------------------------------------------------------------------- | --------------- | -------- |
| Février-janvier 2012 | 2011 Qantas industrial disputes (en)                                        | Australie       | Défaite  |
| 20-23 avril 2011     | Grève des camionneurs (en)                                                  | Shanghai, Chine |          |
| 30 juin              | J30 Protests (en)                                                           | Royaume-Uni     | Défaite  |
| 30 novembre          | Grèves du secteur public (en)                                               | Royaume-Uni     |          |
|                      | Grève de la fédération des professeurs de la Saskatchewan                   | Canada          |          |
|                      | 2011 Australian Community and Public Sector Union quarantine workers strike | Australie       |          |
| 2011-2012            | 2011–2012 York Region Transit strike                                        | États-Unis      |          |

### 2012
| Date                    | Grève                                                        | Emplacement                           | Résultat |
| ----------------------- | ------------------------------------------------------------ | ------------------------------------- | -------- |
| 13 février-7 septembre  | Printemps érable                                             | Québec, Canada                        | Défaite  |
| 29 mai-3 août           | Grève des mineurs (en)                                       | Asturies, Espagne                     | Défaite  |
| 10 août-20 septembre    | Grève des mineurs                                            | Marikana, Afrique du Sud              |          |
| 27 août-22 janvier 2013 | Grève des travailleurs agricoles (en)                        | Cap-Occidental, Afrique du Sud        | Victoire |
| 10-18 septembre         | Grève des professeurs (en)                                   | Chicago, États-Unis                   |          |
| 26-28 novembre          | Grève des chauffeurs d'autobus (en)                          | Singapour                             | Défaite  |
| 27 novembre-4 décembre  | Grève des ports (en)                                         | Los Angeles et Long Beach, Californie | Victoire |
|                         | New England Healthcare Employees Union - HealthBridge strike | États-Unis                            |          |
|                         | 2012 English Doctors on 24-hour strike                       | Angleterre                            |          |

### 2013
| Date          | Grève                                              | Emplacement         | Résultat |
| ------------- | -------------------------------------------------- | ------------------- | -------- |
| mars-27 avril | Strongsville City Schools 2013 Teacher Strike (en) | Strongsville (Ohio) | Victoire |
| 28 mars-6 mai | Grève des dockers (en)                             | Hongkong            | Victoire |
| 31 octobre    | Grève de l'enseignement supérieur (en)             | Royaume-Uni         | Défaite  |
| 9-30 décembre | Grèves des chemins de fer (en)                     | Corée du Sud        | Défaite  |
|               | Grève au Congress Plaza Hotel                      | Chicago, États-Unis |          |

### 2014
| Date        | Grève                                                         | Emplacement    | Résultat |
| ----------- | ------------------------------------------------------------- | -------------- | -------- |
|             | Grève de 24 heures des hôtesses et stewards de Aer Lingus     | États-Unis     |          |
| 21 juillet  | Chinese Golf Factory Workers Strike for Essential Rights (en) | Chine          | Victoire |
|             | Reynoldsburg Education Association                            | États-Unis     |          |
| 18 novembre | Grève des infirmières de Tacoma (en)                          | États-Unis     | Victoire |
|             | 2014 South African platinum strike (en)                       | Afrique du Sud |          |

### 2015
| Date                   | Grève                                                              | Emplacement              | Résultat |
| ---------------------- | ------------------------------------------------------------------ | ------------------------ | -------- |
| 21 mars-13 mai         | Grève étudiante québécoise de 2015                                 | Québec                   | Défaite  |
| 1er février-mars       | 2015 United Steel Workers Oil Refinery strike (en)                 | Reynoldsburg, États-Unis |          |
| 2015                   | Grève tournante du Front commun syndical du secteur public         | Québec                   |          |
| 8 septembre-6 novembre | Grève de l'équipe nationale féminine australienne de football (en) | Australie                | Victoire |
| 15 novembre-décembre   | 2015 Kohler strike (en)                                            | Kohler (Wisconsin)       | Victoire |
|                        | Grève a l'Université York                                          | Toronto, Canada          |          |

### 2016
| Date                   | Grève                                     | Emplacement                         | Résultat |
| ---------------------- | ----------------------------------------- | ----------------------------------- | -------- |
| 13 avril-27 mai        | Verizon strike of 2016 (en)               | États-Unis                          |          |
| 26 avril-décembre 2019 | Grève des chemins de fer (en)             | Royaume-Uni                         |          |
| 9 septembre            | Grève des prisonniers-travailleurs        | États-Unis                          | Défaite  |
| 15-21 octobre          | 2016 Jim Beam strike (en)                 | Boston, Kentucky-Clermont, Kentucky | Victoire |
| 2016-2017              | Grève des doubleurs de jeu vidéo          | États-Unis                          |          |
|                        | Grève des travailleurs de l'aéroport (en) | Virginie septentrionale             |          |

### 2017
| Date                        | Grève                                                   | Emplacement                            | Résultat |
| --------------------------- | ------------------------------------------------------- | -------------------------------------- | -------- |
|                             | 2017 Denmark women's national football team strike (en) | Danemark                               |          |
| 2017                        | Grèves des transports (en)                              | Espagne                                |          |
| 6 février-30 septembre 2019 | Grèves des transports (en)                              | Philippines                            |          |
| 16 février                  | Jour sans immigrants (en)                               | États-Unis                             |          |
| 4-25 février                | Grève de la police militaire (en)                       | Espírito Santo, Brésil                 |          |
| 28 mars-18 avril 2022       | Spectrum strike (en)                                    | New York, États-Unis                   |          |
|                             | VCUarts adjunct workers' protests (en)                  | Université du Commonwealth de Virginie |          |

### 2018
| Date                       | Grève                                                       | Emplacement                                                                             | Résultat |
| -------------------------- | ----------------------------------------------------------- | --------------------------------------------------------------------------------------- | -------- |
| 9 janvier-11 février       | Grève agraire péruvienne (en)                               | Pérou                                                                                   |          |
| 29 janvier-6 novembre 2023 | Grève de l'enseignement supérieur (en)                      | Royaume-Uni                                                                             | Victoire |
| 23 février-7 juin 2019     | Grèves des travailleurs de l'éducation (en)                 | États-Unis                                                                              | Variable |
| 23 février-7 mars          | Grève des professeurs de Virginie-Occidentale (en)          | Virginie-Occidentale, États-Unis                                                        | Victoire |
| 5 mars-25 juillet          | Grève a l'université York (en)                              | Université York, Toronto                                                                |          |
| 28 mars-16 avril           | 2018 Taylorsville Georgia-Pacific strike (en)               | États-Unis                                                                              |          |
| 2 avril-12 avril           | Grève des enseignants (en)                                  | Oklahoma, États-Unis                                                                    | Victoire |
| 19-23 avril                | 2018 DeKalb County School District bus drivers' strike (en) | États-Unis                                                                              |          |
| 26 avril-3 mai             | Grève des enseignants (en)                                  | Arizona, États-Unis                                                                     | Victoire |
| 27 avril-12 mai            | Grève des enseignants (en)                                  | Colorado, États-Unis                                                                    | Victoire |
| 22 juillet                 | Grève des LGBT (en)                                         | Israël                                                                                  |          |
| 9-20 août                  | 2018 Alabama Coca-Cola strike (en)                          | Leroy, Alabama (en) Mobile (Alabama) Robertsdale (Alabama) Ocean Springs, (Mississippi) | Défaite  |
| 10 août                    | 2018 Atlanta sanitation strike (en)                         | Atlanta, États-Unis                                                                     | Victoire |
| 21-9 septembre             | Grève des prisonniers-travailleurs (en)                     | États-Unis                                                                              | Défaite  |
| 10 septembre-11 décembre   | 2018 Costa Rican protests (en)                              | Costa Rica                                                                              | Défaite  |
| 22 octobre-27 novembre     | Grèves chez Postes Canada (en)                              | Canada                                                                                  | Défaite  |
| octobre-5 décembre         | Grève des hôtels Marriott (en)                              | États-Unis                                                                              | Victoire |

### 2019
| Date                    | Grève                                                                 | Emplacement                          | Résultat |
| ----------------------- | --------------------------------------------------------------------- | ------------------------------------ | -------- |
| 14-22 janvier           | Grève des enseignants du district scolaire unifié de Los Angeles (en) | Los Angeles, États-Unis              | Victoire |
| 22 janvier-10 février   | Grève du corps professoral de l'Université d'État Wright (en)         | Université d'État Wright, États-Unis |          |
| 28 janvier              | 2019 Virginia teachers' walkout (en)                                  | Virginie, États-Unis                 |          |
| 25 mars et 8 mai        | Grève des chauffeurs de Lyft et d'Uber (en)                           | États-Unis                           | Défaite  |
| 11-21 avril             | 2019 Stop & Shop strike (en)                                          | Nouvelle-Angleterre, États-Unis      |          |
| 15-18 avril             | Grève des conducteurs de pétroliers (en)                              | Portugal                             | Défaite  |
| 11-17 juin              | 2019 India doctors' strike (en)                                       | Inde                                 | Défaite  |
| 14 juin                 | Grève des femmes                                                      | Suisse                               |          |
| 24 juillet-2 août       | Grève des ferries de l'Alaska (en)                                    | Alaska, États-Unis                   | Victoire |
| 29 juillet-26 septembre | 2019 Harlan County coal miners' protest                               |                                      |          |
| 24-28 août              | 2019 AT&T strike (en)                                                 | Sud des États-Unis                   | Victoire |
| 15 septembre-25 octobre | 2019 General Motors strike (en)                                       | États-Unis                           | Victoire |
| 17-31 octobre           | Grève des écoles publiques de Chicago (en)                            | Chicago, États-Unis                  | Victoire |
|                         | 2019 Primera División strike (en)                                     |                                      | Victoire |
|                         | Grève de l'équipe nationale féminine de hockey sur glace (en)         | Suède                                | Défaite  |

### 2020
| Date                        | Grève                                                 | Emplacement                        | Résultat |
| --------------------------- | ----------------------------------------------------- | ---------------------------------- | -------- |
|                             | 2020 New Orleans sanitation strike (en)               | La Nouvelle-Orléans, États-Unis    |          |
| Janvier-août                | Grève des étudiants diplômés (en)                     | Santa Cruz, États-Unis             |          |
| 22 juin-23 août             | 2020 Bath shipbuilders strike (en)                    | Bath, États-Unis                   | Victoire |
| 20 juillet                  | Strike for Black Lives (en)                           | États-Unis                         |          |
| 10-21 août                  | Grève du port (en)                                    | Montréal                           | Défaite  |
| 26 août                     | Grève des athlète américain (en)                      | États-Unis                         |          |
| 8-16 septembre              | Grève des étudiants diplômés (en)                     | Université du Michigan, États-Unis | Défaite  |
| 12-24 septembre             | Grèves à l'hôpital de l'Université de l'Illinois (en) | Chicago, États-Unis                | Victoire |
| 30 novembre-17 janvier 2021 | Grève agraire péruvienne (en)                         | Pérou                              | Défaite  |
| 15 décembre-12 janvier 2021 | Grève de l'usine d'aluminium (en)                     | Muscle Shoals, États-Unis          | Victoire |

### 2021
| Date                                  | Grève                                           | Emplacement                           | Résultat |
| ------------------------------------- | ----------------------------------------------- | ------------------------------------- | -------- |
|                                       | Grève du secteur public (en)                    | Nouveau-Brunswick, Canada             |          |
| 17-23 janvier                         | 2021 Hunts Point Produce Market strike (en)     | New York, États-Unis                  | Victoire |
| 21 janvier-1er juillet                | Grève de la raffinerie de St.Paul Park (en)     | St. Paul Park (Minnesota), États-Unis |          |
| 28 février-18 mai                     | 2021 Go North West strike (en)                  | Manchester, Royaume-Uni               | Victoire |
| 4-15 mars                             | 2021 St. Charles Bend strike (en)               | Bend (Oregon), États-Unis             | Victoire |
| 8 mars-3 janvier 2022                 | Grève de l'hôpital Saint-Vincent (en)           | Worcester (Massachusetts), États-Unis | Victoire |
| 15 mars-13 mai                        | Grève de l'Université Columbia (en)             | New York, États-Unis                  | Victoire |
| 30 mars-13 juillet                    | 2021 Allegheny Technologies strike (en)         | Nord des États-Unis                   | Victoire |
| avril                                 | 2021 Minas Gerais prostitute strike (en)        | Minas Gerais, Brésil                  | Défaite  |
| 1er avril-2 mars 2023                 | 2021–2023 Warrior Met Coal strike (en)          | États-Unis                            | Défaite  |
| 17-30 avril et 7 juin-18 juillet 2022 | 2021 Virginia Volvo Trucks strike (en)          | Dublin (Virginie), États-Unis         | Victoire |
| 26 avril-4 mai                        | 2021 Oregon Tech strike (en)                    | Oregon, États-Unis                    | Victoire |
| 2021                                  | Grève des infirmières du comté de Cook,         | Comté de Cook (Illinois), États-Unis  |          |
| 5-23 juillet                          | 2021 Frito-Lay strike (en)                      | États-Unis                            |          |
| 2021                                  | Grève des médecins nigérians (en)               | Nigeria                               |          |
| 10 août-18 septembre                  | 2021 Nabisco strike (en)                        | États-Unis                            | Victoire |
| 11 septembre-23 octobre               | 2021 Heaven Hill strike (en)                    | Bardstown, Kentucky, États-Unis       | Victoire |
| 2021                                  | Grève des charpentiers de l'État de Washington, | Washington, États-Unis                |          |
| 1er octobre-4 novembre                | Grève de l'hôpital Mercy (en)                   | Buffalo (New York), États-Unis        | Défaite  |
| 5 octobre-21 décembre                 | Grève chez Kellogg (en)                         | États-Unis                            | Victoire |
| 14 octobre-17 novembre                | 2021 John Deere strike (en)                     | États-Unis                            | Victoire |
| 3 novembre-7 janvier 2022             | Grève de l'Université Columbia (en)             | New York, États-Unis                  | Victoire |
| Automne                               | Grève des travailleurs culturels (en)           | Norvège                               | Victoire |
| 2021                                  | Grève de l'Université de New York (en),         | New York, États-Unis                  |          |

### 2022
| Date                             | Grève                                                                    | Emplacement            | Résultat |
| -------------------------------- | ------------------------------------------------------------------------ | ---------------------- | -------- |
| mai–présent                      | 2022 United Kingdom postal workers strikes (en)                          | Royaume-Uni            |          |
| 21 juin-27 novembre 2024         | Grèves des chemins de fer (en)                                           | Royaume-Uni            | Victoire |
| 29 juillet-1er août              | 2022 BT Group strikes (en)                                               | Royaume-Uni            | Victoire |
| 1er août-6                       | Grève des médecins (en)                                                  | Sierra Leone           | Victoire |
| 18 août–2 septembre              | 2022 Scotland bin strikes (en)                                           | Écosse                 | Victoire |
| 6 octobre-18 septembre 2024      | Grèves du Service national de santé (en)                                 | Royaume-Uni            | Victoire |
| 10 novembre 2022-21 février 2023 | 2022–2023 HarperCollins strike (en)                                      | New York, États-Unis   | Victoire |
| 14 novembre-23 décembre          | Grève des travailleurs universitaires de l'Université de Californie (en) | Californie, États-Unis |          |
| 2022                             | UTAG strike 2022 (en)                                                    | Ghana                  |          |
| 2022                             | Grèves dans le carburant en France                                       | France                 |          |

### 2023
| Date                    | Grève                                            | Emplacement                    | Résultat |
| ----------------------- | ------------------------------------------------ | ------------------------------ | -------- |
| 31 janvier-13 mars      | 2023 Temple University strike (en)               | Philadelphie, États-Unis       | Victoire |
| 1er février             | Grève inédite des enseignants                    | Royaume-Uni                    |          |
| 11 février-22 novembre  | 2023 Medieval Times strike (en)                  | Buena Park, États-Unis         | Défaite  |
| 6 mars-présent          | Grèves du transport (en)                         | Philippines                    |          |
| 27 mars                 | Grève des transport public (en)                  | Allemagne                      | Défaite  |
| 10-15 avril             | 2023 Rutgers University strike (en)              | New Jersey, États-Unis         | Défaite  |
| 19 avril-3 mai          | 2023 Canadian federal worker strike (en)         | Canada                         |          |
| 2 mai-9 novembre        | 2023 Hollywood labor disputes (en)               | Hollywood, États-Unis          | Victoire |
| 22 mai-12 juin          | Grève des enseignants (en)                       | Roumanie                       |          |
| 1er-13 juillet          | Grève portuaire de la Colombie-Britannique (en)  | Vancouver, Canada              | Victoire |
| 14 juillet-9 novembre   | Grève SAG-AFTRA 2023                             | États-Unis                     | Victoire |
| 2-10 août               | Grève des taxi (en)                              | Cap-Occidental, Afrique du Sud | Défaite  |
| 23 octobre              | Grève des travailleurs de l'habillement (en)     | Bangladesh                     |          |
| 15 septembre-30 octobre | Grève des travailleurs unis de l'automobile (en) | États-Unis                     | Victoire |
| 17 octobre-2 décembre   | Grève du casino de Détroit (en)                  | Detroit, États-Unis            | Victoire |
| 1er-26 novembre         | Grève des professeurs (en)                       | Portland, États-Unis           | Victoire |
| 6 novembre-28 décembre  | Grève du secteur public                          | Québec                         | Défaite  |
| 2023                    | Grève de la Writers Guild of America             | États-Unis                     | Victoire |

### 2024
| Date                    | Grève                                                | Emplacement                                       | Résultat |
| ----------------------- | ---------------------------------------------------- | ------------------------------------------------- | -------- |
| 11-14 janvier           | 2024 Helong North Korean migrant workers unrest (en) |                                                   | Victoire |
| 20 février-présent      | Crise médical sud Coréenne (en)                      | Corée du Sud                                      |          |
| 26 juillet-présent      | 2024–2025 SAG-AFTRA video game strike (en)           | États-Unis                                        |          |
| août                    | Grève des chemins de fer (en)                        | Canada                                            |          |
| 13 septembre-4 novembre | Grève des machinistes de Boeing                      | États-Unis                                        | Victoire |
| 27 septembre            | Grève pro-palestinienne (en)                         | Espagne                                           |          |
| 1er-3 octobre           | Grève portuaire (en)                                 | Côte du Golfe-Côte est des États-Unis, États-Unis | Victoire |
| 15 novembre-17 décembre | Grève de Postes Canada                               | Canada                                            |          |

### 2025
| Date               | Grève                                       | Emplacement        | Résultat |
| ------------------ | ------------------------------------------- | ------------------ | -------- |
| 10 janvier-présent | Grève de l'Association des infirmières (en) | Oregon, États-Unis |          |